# Gislebert de Lotaríngia
Gislebert de Lotaríngia (nascut vers 885/900, va morir el 2 d'octubre de 939 quan es va ofegar al riu durant la batalla d'Andernach) fou un comte de Maasgau i un alt dignatari de Lotaríngia que es va forjar des de 919 un veritable petit principat independent a la zona. Primera cridant a favor de la restauració de l'imperi dirigida pels reis saxons, fou cridat a exercir la dignitat ducal de Lotaríngia. Però l'amor a la independència, el va empènyer a continuar amb l'engrandiment territorial del seu relativament petit principat, el que va provocar la seva caiguda. Aquest príncep era el fill gran de Renyer I d'Hainaut, poderós comte d'Hainaut i de Maasgau i d'Albarada. Tenia el càrrec d'abat laic dels lucratius monestirs de Stavelot i de Sant Maximí de Trèveris.

## El comte rebel
En 915/916, Gislebert va heretar del seu pare Renyer I la propietat i les possessions de Lotaríngia de manera vitalícia, i sens dubte la de primer dignatari del regne de Lotaríngia. Va obtenir del rei els drets comtals i va succeir al seu pare en el ric comtat de Maasgau i els annexes.
Però Carles el Simple, rei de Lotaríngia i de França, per influenciat per la seva cort, es va negar a atorgar-li els honors del seu pare. A Lotaríngia, el poder va quedar en mans del comte palatí Wigeric de Bidgau i especialment dels influents consellers judicials de la cort com Haganó. Va tornar a la seva terra a exercir la funció comtal sota supervisió, Gislebert es va convertir en un enemic acèrrim del rei de Lotaríngia.
El 918, a la recerca de la independència, es va rebel·lar contra Carlos el Simple i va buscar el suport d'Enric l'Ocellaire, rei d'Alemanya. El 919, la relació de confiança que va adquirir amb el sobirà saxó li van garantir la immunitat de les seves pertinences fes el que fes. Carles el Simple va provocar al sobirà d'Alemanya en una guerra de tanteig a Wormsgau i va aconseguir signar un tractat excel·lent a Bonn el 7 de novembre de 921. A Enric l'Ocellaire se li va reconèixer una vaga tutela sobre Lotaríngia i es va afanyar a indicar la submissió al seu rei legítim de Gislebert.

## Un príncep astut políticament
Gislebert es va sotmetre amb condescendència a Carles el Simple. No obstant això, es va aliar immediatament amb els robertins que no acceptaven pas més que ell l'autoritat de la reialesa carolíngia i especialment el control dels homes d'Haganó. La revolta dels robertins el va satisfer i va donar suport de primera línia als rebels. Es va unir a la coalició dels aristòcrates que el 29 de juny de 922 van podar al tron de França a Robert I, germà d'Odó. Durant la preparació de la guerra a Lotaríngia, Gislebert va estar a l'ombra, i va buscar crear una simpatia entre Robert i Enric l'Ocellaire. Una conferència reeixida es va celebrar sobre el riu Roer el març de 923, i va fer caducar de fet l'acord de defensa mútua de Bonn, abans de les hostilitats que ja es podien preveure.
Després de la captura de Carles el Simple per Heribert II de Vermandois, Gislebert fou cridat a grans responsabilitats a Lotaríngia i va conduir l'agost de 923 l'exèrcit lotaringi en virtut d'un acord de principi, signat amb el regne saxó i els regnes d'Alemanya. Com home de confiança dels governants sajxons també va conduir als exèrcits del rei alemany Enric I contra Raül. Això havia estat proclamat rei de França, en substitució de Robert I, sogre d'Heribert II, mort a la batalla de Soissons que va dirigir contra Carles el Simple. Sabem que aquesta segona campanya no va donar resultats tangibles. En secret Gislebert va sondejar i negociar de la transferència definitiva de Lotaríngia al rei d'Alemanya, ja que Raül, que va succeir a Robert, no tenia els mitjans per ser reconegut per tots els senyors de Lotaríngia. La intervenció saxona del 925 no fou afectada més que per la sorprenent i vigorosa resistència de Metz sota els auspicis del seu bisbe Wigeric. Altres comtes es van aprofitar de la calma i l'eficiència de Renyer, primer defensor de la seva dignitat quan aquesta era violada pels sobirans arrogants de Lotaríngia. Gislebert sabent que els inspirava una tal confiança, els va portar al seu costat.

## Duc de Lorena i conspirador contra la seva família d'acollida
Des 928, Gislebert fou nomenat duc de Lotaríngia pel rei Enric I d'Alemanya, que li va donar la mà de la seva filla Gerberga.
Ser part d'una família reial, en aquest cas saxona, imposava obligacions estrictes. Gislebert, que gaudia d'una gran llibertat d'acció, fou al principi molt feliç. L'home de confiança dels governants saxons va establir el seu poder. Només els recordatoris constants a l'orde del fill d'Enric, el seu cunyat Otó I, rei d'Alemanya, el molestaven. el duel. Però segons la tradició saxona, l'oncle havia de protegir els nens del clan familiar. Comportament incomprensible si es tracta de fer-los mal.
Gislebert molest va començar a freqüentar als descontents o als lleials al règim de carolingi i es va afegir des de 936 a la conspiració per afavorir el retorn de Lluís IV d'Ultramar. El 939, Lluís IV va acceptar de liderar la revolta en circumstàncies molt favorables, ja que la fracció de dignataris civils i religiosos d'Alemanya s'uniren a la revolta. Gislebert i Eberard de Francònia, amb Thierry de Frísia Occidental i Otó de Verdun van conduir un exèrcit que havia de destruir el poder otonià considerat exorbitant. Però va ser derrotat el 2 d'octubre de 939 a Andernach a la vora del Rin durant una batalla terrible. Les instruccions donades per Otó als seus guerrers saxons foren categòriques: els traïdors o els líders aristòcrates havien de pagar amb les seves vides les traïcions que havien posat en perill el clan reial. Morir en el camp de batalla era el darrer honor que se'ls hi oferia. Amb l'exèrcit derrotat, Eberard i Gislebert es van retirar amb fragments dispersos del seu exèrcit, mosans i francons, que en gran part es van ofegar al riu seus guerrers; la consigna reial fou així aplicada.

## Matrimoni i fills
Es va casar el 928 amb Gerberga de Saxònia, filla d'Enric I, que va fer el duc de Lorena. Amb Gerberge té quatre fills coneguts:
- Albarada, es va casar amb Renald, comte de Roucy
- Hedwiga
- Enric (va morir el 944), confiat a Otó de Verdun
- Gerberga va casar amb Albert I el Pietós († 987), comte de Vermandois

Gerberga es va tornar a casar a finals de l'any 939 amb Lluís IV d'Ultramar, fill de Carles el Simple. La tradició lorenesa diu que Gerberga va ser seduïda per Lluís IV d'Ultramar, provocant la terrible ira del rei saxó. En donar-li un fill aviat, ella va salvar la vida del rei i la seva carrera. El protector del nen no podia de bona fe massacrar al pare d'aquest nen.

## Els Gislebertus, nom llatí
El nom del duc de Lotaríngia va ser escrit després en manuscrits en francès antic com Gillebert, és a dir Gilbert. A les genealogies apareix com Gislebert III.